# Peștera Cuciulat
Peștera Cuciulat se află situată în localitatea cu același nume, componentă a comunei Letca. Satul Cuciulat este așezat pe malul drept al râului Someș, sub Culmea Prisnel, în județul Sălaj. Această peșteră este cunoscută atât în țară cât și în lume datorită faptului că aici au fost descoperite primele picturi rupestre paleolitice de pe suprafața României. Dintre acestea cea mai impresionantă este cunoscută sub denumirea de "Calul de la Cuciulat". Cercetătorii au stabilit că picturile rupestre descoperite aici sunt primele manifestări de acest gen din sud-estul Europei.

Figură zoomorfă ce reprezintă un cal

## Reportaje
- Peștera de la Cuciulat, unicat în Europa Centrală, 30 martie 2011, Adevărul
- S-a pierdut peștera de la Cuciulat!, 3 noiembrie 2008, Adevărul